# UTC+10:30
UTC+10:30 és una zona horària d'UTC amb 10 hores i mitja més tard que l'UTC. El seu codi DTG és K+, K*  o K0.

## Zones horàries
- Lord Howe Standard Time (LHST)

Horaris d'estiu
- Australian Central Daylight Time (ACDT)

## Franges

### Temps estàndard (hivern a l'hemisferi sud)
Aquestes zones utilitzen l'UTC+10:30 a l'hivern i l'UTC+11:00 a l'horari d'estiu.

#### Lord Howe Standard Time
- Austràlia
  - Nova Gal·les del Sud - Illa de Lord Howe (horari d'hivern és l'UTC+11)

### Temps estàndard (estiu a l'hemisferi sud)

#### Australian Central Daylight Time
Aquestes zones utilitzen l'UTC+09:30 a l'hivern i l'UTC+10:30 a l'horari d'estiu.
- Austràlia
  - Nova Gal·les del Sud: Yancowinna County (Només Broken Hill i voltants)
  - Austràlia Meridional

## Geografia
UTC+10:30 és la zona horària nàutica que comprèn l'alta mar de 157,5° Est de longitud.